# Picuí (kommun)
Picuí är en kommun i Brasilien.   Den ligger i delstaten Paraíba, i den östra delen av landet, 1 600 km nordost om huvudstaden Brasília. Antalet invånare är 18 226.
Följande samhällen finns i Picuí:
- Picuí

Omgivningarna runt Picuí är huvudsakligen savann. Runt Picuí är det ganska glesbefolkat, med 27 invånare per kvadratkilometer.